# Moerasbontloper
De moerasbontloper (Acupalpus dubius) is een keversoort uit de familie van de loopkevers (Carabidae). De wetenschappelijke naam van de soort werd in 1888 gepubliceerd door Friedrich Julius Schilsky.